# 1994年文學

## 出版物
- 《水泥中的金髮女子》(The Concrete Blonde)
- 《桃色機密》（Disclosure）

## 奖项
- 诺贝尔文学奖：大江健三郎
  - 通過詩意的想像力，創造出一個把現實與神話緊密凝縮在一起的想像世界，描繪現代的芸芸眾生相，給人們帶來了衝擊。
- 法國龔古爾文學獎：迪迪爾·范·考尾拉爾特
- 日本芥川赏：室井光廣、笙野賴子
- 英國布克獎：詹姆斯·科爾曼（James Kelman）
- 美國普立茲小說獎：安妮·普露